# Cagaloglu-hamam
Cagaloglu-hamam (Turks: Cağaloğlu hamamı) is een historisch Turks badhuis in Istanboel. Het gebouw werd ontworpen door Süleyman Ağa en is gebouwd door Abdullah Ağa in 1741. De hamam werd gebouwd in opdracht van sultan Mahmut I om inkomsten te bieden voor zijn bibliotheek. Het is de laatste hamam gebouwd in het Ottomaanse Rijk.

## Architectuur
Het bad bestaat uit 2 gedeeltes: een afdeling voor de mannen en voor de vrouwen. Beide hebben hun eigen toegangsdeur. De camekan, omringd door kleine kleedkamers is bedekt met een grote koepel. In het midden van de camekan is een marmeren bassin met een fontein. De grote koepel in de sogukluk wordt ondersteund door 4 marmeren zuilen en 7 halve koepels. De hararet is een open kruisvormige ruimte bedekt met een centrale grote koepel, ondersteund door 8 zuilen en bogen. In het midden bevindt zich de göbek tasi en in de 4 hoeken halvets, kleine hoekruimtes. De armen van het kruis zijn overkoepelde zijruimtes, waar zich waterfonteintjes (kurnas) bevinden. In de koepel bevinden zich kleine glasvensters, waardoor het licht gedempt is.

## Het baden
In deze hamam baden mannen en vrouwen gescheiden. Baders kunnen er zichzelf wassen of worden geholpen door een of twee tellaks. De taken van de tellak bestaan uit een scrub, een droge massage en een massage met zeepschuim.